# Донелла, Чэд
Чэд Доне́лла (англ. Chad E. Donella; род. 18 мая 1978, Торонто, Онтарио, Канада) — канадский актёр. Известен по ролям в фильмах «Пункт назначения» и «Пила 3D».

## Биография
Чэд Донелла родился 18 мая 1978 года в Торонто, Онтарио, Канада. Окончил старшую школу Юнионвилл (англ. Unionville High School). В студенческие годы жил в городе Маркхэм, где играл на бас-гитаре в местной скейт-панк группе DAEVE. До съёмок в кино выступал в театрах Маркхэма и Торонто, участвовал в театральных постановках «Мера за меру» Уильяма Шекспира, «Царь Эдип» Софокла и «В ожидании Годо» Сэмюэла Беккета. В местном театре исполнил роль Торвальда Хельмера в пьесе Генрика Ибсена «Кукольный дом». В молодости Чэд увлекался хоккеем и в результате одной из игр получил небольшой шрам возле правого глаза.
Дебютировал в 1996 году в фильме «Долгий поцелуй на ночь», и уже спустя два года сыграл запоминающуюся роль школьника-альбиноса в подростковом триллере «Непристойное поведение». В 2000 году Донелла снимался в одной из второстепенных ролей в фильме «Пункт назначения», которая принесла ему первую известность. Его персонаж, Тод Ваггнер, «удостоился чести» стать первой жертвой Смерти в одноимённой франшизе. По словам актёра в интервью британскому порталу Digital Spy, его менеджер был уверен в успехе фильма ещё перед премьерой, а сам Донелла с тех пор стал получать электронные письма от фанатов фильма, которые ему приходили даже много лет спустя.
В 2002 он сыграл главную роль в романтической комедии «Лихорадка по девчонкам» режиссёра Майкла Дэвиса. Несмотря на негативную общую оценку фильма, критики благосклонно отнеслись к актёрской игре Чэда.
Также значимую роль Донелла получил в мини-сериале «Похищенные», который был создан Стивеном Спилбергом для телеканала Sci-Fi Channel в 2002 году. В следующем году Донелла появился в роли журналиста-практиканта в газете «The New Republic» Дэвида Баха в драматическом фильме Билли Рэя «Афера Стивена Гласса». В 2005 он сыграл гомофоба Криса Бойда, одного из антагонистов независимого триллера «Ненависть на грани преступления».
В 2010 сыграл детектива Мэтта Гибсона в фильме ужасов «Пила 3D». Трейс Турман, рецензент из «Bloody Disgusting», охарактеризовал исполнение Чэдом Донеллой роли Гибсона как «один из самых выдающихся примеров плохой актёрской игры».
С 2016 по 2020 снимался в телевизионном сериале «Слепое пятно» в роли агента ЦРУ Джейка Китона.
В 2023 году исполнил небольшую роль в фильме Майкла Китона «Нокс должен уйти».
Помимо съёмок в кино и на телевидении, Чэд Донелла появлялся в рекламах Taco Bell (2003), DURACELL Quantum (2015), Samsung Galaxy S7 (2016), Kia Sorento (2016, совместно с Пирсом Броснаном) и Applebee’s (2017).

## Личная жизнь
В 2007 году женился на актрисе Джони Бертин.
Пользователи в Интернете отмечали внешнее сходство Донеллы с другим актёром, Ноа Уайли.
В 2016 году финансовое состояние актёра оценивалось в 400 тысяч долларов.

## Фильмография
| Художественные фильмы | Художественные фильмы               | Художественные фильмы             | Художественные фильмы      | Художественные фильмы |
| Год                   | Русское название                    | Оригинальное название             | Роль                       | Режиссёр |
| --------------------- | ----------------------------------- | --------------------------------- | -------------------------- | --- |
| 1996                  | Долгий поцелуй на ночь              | The Long Kiss Goodnight           | подросток #2               | Ренни Харлин |
| 1998                  | Непристойное поведение              | Disturbing Behavior               | Ю-Ви                       | Дэвид Наттер |
| 2000                  | Пункт Назначения                    | Final Destination                 | Тод Ваггнер                | Джеймс Вонг |
| 2002                  | Суперпожар (ТВ-фильм)               | Superfire                         | Роб Торрек                 | Стивен Куэйл |
| 2002                  | Лихорадка по девчонкам              | 100 Women (Girl Fever)            | Сэм                        | Майкл Дэвис |
| 2003                  | Афера Стивена Гласса                | Shattered Glass                   | Дэвид Бах                  | Билли Рэй |
| 2005                  | Ненависть на грани преступления     | Hate Crime                        | Крис Бойд                  | Томми Стовэлл |
| 2010                  | Пила 3D                             | Saw 3D                            | детектив Мэтт Гиббсон      | Кевин Гротерт |
| 2014                  | Заложница 3                         | Taken 3                           | Филлипс                    | Оливье Мегатон |
| 2016                  | Средний человек                     | Middle Man                        | офицер Флик                | Нед Кроули |
| 2023                  | Нокс должен уйти                    | Knox Goes Away                    | Джордан Мур                | Майкл Китон |
| Телевизионные сериалы |                                     |                                   |                            | |
| Год                   | Русское название                    | Оригинальное название             | Роль                       | Примечание |
| 1998                  | Скорая помощь                       | ER                                | Кевин Делэни               | 5 сезон, 6 серия |
| 1998                  | Практика                            | The Practice                      | Кевин Пити                 | 3 сезон, 1 и 7 серии |
| 1999                  | Секретные материалы                 | The X Files                       | Роберт «Роб» Робертс       | 7 сезон, 3 серия («Голодный»)                                                                                               |
| 2000                  | Секретные агенты                    | Secret Agent Man                  | хакер Джей                 | 1 сезон, 4 серия |
| 2001—2010             | Тайны Смолвилля                     | Smallville                        | Грег Аркин / «Человек-Жук» | 1 сезон, 2 серия 10 сезон, 4 серия                                                                                          |
| 2002                  | Провиденс                           | Providence                        | воображаемый друг Кевина   | 4 сезон, 21 и 22 серии |
| 2002                  | Похищенные                          | Taken                             | взрослый Джейкоб Кларк     | 1 сезон, 5 и 6 серии |
| 2003                  | Детектив Монк                       | Monk                              | Рикки Бэббидж              | 2 сезон, 7 серия |
| 2004                  | Детектив Раш                        | Cold Case                         | Джефф Керн                 | 2 сезон, 7 серия |
| 2005                  | C.S.I.: Место преступления          | CSI: Crime Scene Investigation    | Винсент Декарло            | 5 сезон, 12 серия (в титрах не указан)                                                                                      |
| 2005                  | Морская полиция: Спецотдел          | NCIS                              | Джон Бриггс                | 3 сезон, 3 серия |
| 2005                  | Без следа                           | Without a Trace                   | Брэд Стоун                 | 4 сезон, 5 серия |
| 2007                  | Говорящая с призраками              | Ghost Whisperer                   | Рэнди Купер                | 2 сезон, 16 и 20 серии |
| 2008                  | C.S.I.: Место преступления Майами   | CSI: Miami                        | Сет МакАдамс               | 6 сезон, 16 серия |
| 2010                  | Закон и порядок: Специальный корпус | Law & Order: Special Victims Unit | Ронни Уэтли                | 11 сезон, 13 серия |
| 2010                  | Остаться в живых                    | Lost                              | портье                     | 6 сезон, 10 серия («Посылка»)                                                                                               |
| 2010                  | Копы-новобранцы                     | Rookie Blue                       | детектив Дон Бибби         | 1 сезон, 8 серия |
| 2012                  | Горячая точка                       | Flashpoint                        | Колин Хантер               | 5 сезон, 5 серия |
| 2013                  | Касл                                | Castle                            | Трой Стрикланд             | 5 сезон, 12 серия |
| 2014                  | Кости                               | Bones                             | Дэн Брюстер                | 9 сезон, 12 серия |
| 2014                  | Восприятие                          | Perception                        | Тэд Даксбери               | 3 сезон, 8 серия |
| 2015                  | Скандал                             | Scandal                           | Гас, похититель            | 4 сезон: 10, 12 и 13 серии                                                                                                  |
| 2016—2020             | Слепое пятно                        | Blindspot                         | Джейк Китон                | 2 сезон: 1, 6, 11, 21 и 22 серии 3 сезон: 1, 9, 15, 16 и 21 серии 4 сезон: 2, 5, 10, 15 и 21 серии 5 сезон: 7, 8 и 11 серии |
| 2025                  | Новичок                             | The Rookie                        | Кевин Пэйн                 | 7 сезон, 10 серия |
| 2025                  | Копенгаген                          | Copenhagen                        | Сол                        | 1 сезон, 4 и 5 серии |

## Награды и номинации
| Год  | Награда                       | Категория                  | Фильм                           | Результат |
| ---- | ----------------------------- | -------------------------- | ------------------------------- | --------- |
| 2005 | Breckenridge Festival of Film | Лучший актёр второго плана | Ненависть на грани преступления | Победа    |
| 2008 | Tabloid Witch Awards          | Лучший актёр               | 9 Lives of Mara                 | Победа    |

### Комментарии
1. ↑  В титрах ошибчно указано, что Донелла исполнил роль доктора Свонка, которого на деле сыграл другой актёр, Энди Милдер.